# Volturno-Linie

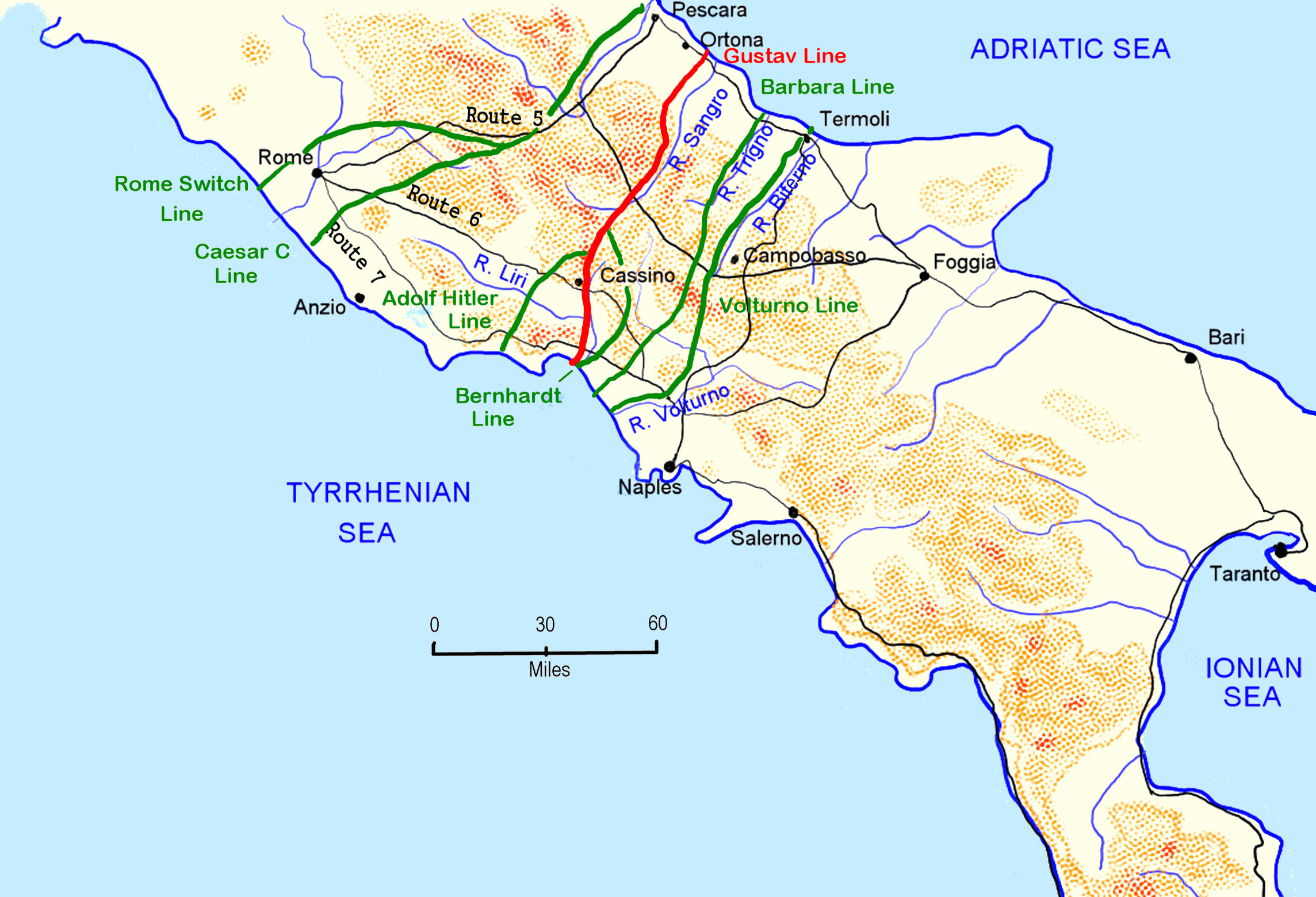
die deutschen Verteidigungslinien in Mittel - Süditalien

Die Volturno-Linie (auch Viktor-Linie genannt) war eine deutsche Verteidigungsstellung in Italien während des italienischen Feldzuges im Zweiten Weltkrieg.
Im Anschluss an die Alliierte Invasion in Italien im September 1943 baute die Wehrmacht eine Reihe von Verteidigungslinien in ganz Italien auf, um den alliierten Vormarsch verzögern zu können. Die Volturno-Linie war die südlichste, sie verlief von der Stadt Termoli im Osten entlang des Flusses Biferno durch den Apennin zum Fluss Volturno im Westen.

## Östlicher Durchbruch durch die 8. britische Armee am Fluss Biferno (Schlacht von Termoli)

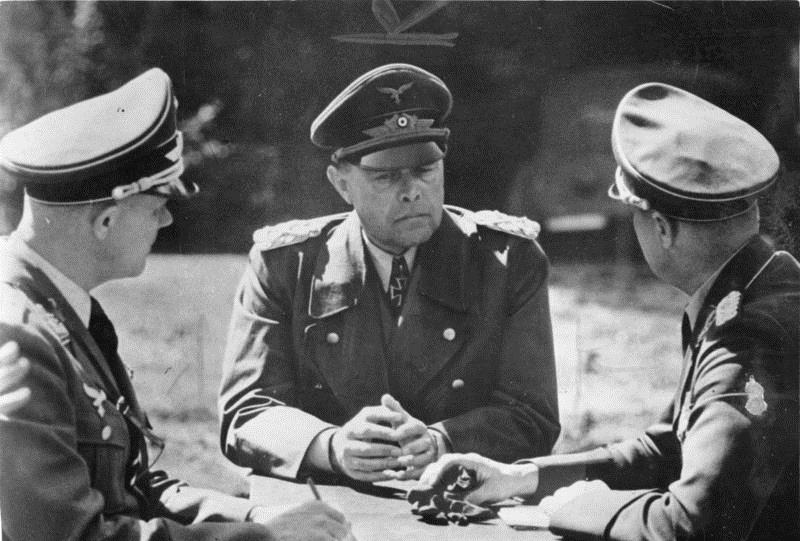
Der deutsche Oberbefehlshaber in Italien - Generalfeldmarschall Albert Kesselring (1940).

Am 3.Oktober 1943 führte die britische 11. Infanterie Brigade, geführt durch das Hauptquartier Südost, um 2:15 eine amphibische Landung am Fluss Biferno durch. In der Morgendämmerung desselben Tages landeten Teile der britische 78. Infanterie Division an der Adriaküste in der Nähe von Termoli mit dem Ziel, eine Schwerlastbrücke über den Fluss zu bauen. Zwar verbanden sich die beiden Truppen am selben Morgen, in der folgenden Nacht konnte die britische 36. Brigade der 78. Division im Hafen von Termoli landen, aber ein logistisches Problem und Regen verhinderten die Errichtung der Brücke, so dass alliierte Panzer den Vormarsch der Infanterie nicht unterstützen konnten.
Als Reaktion auf den zunehmenden Druck der Alliierten auf die Adria-Front befahl am 1. Oktober der deutsche Oberbefehlshaber in Italien, Generalfeldmarschall und deutscher Oberbefehlshaber an der Adria Albert Kesselring der 16. Infanteriedivision zur Adria-Front zu wechseln. Diese Truppenverlagerung führte zu einer großen und unvorhergesehenen Bedrohung für die alliierte Infanterie, da kein schweres Gerät in die Kämpfe eingreifen konnte. Als am 4. Oktober die Nachricht von der Ankunft der deutschen Truppen eintraf, verlangte der Kommandant der 78. Division Generalmajor Vyvyan Evelegh unter Vorrang vor der Britischen Achten Armee unter General Bernard Montgomery, Ressourcen für die Verlagerung von schwerem Gerät zu bekommen. Durch die starken deutschen Truppen geriet die alliierte Infanterie in die Defensive und musste sich am 5. Oktober bis auf 5 km nach Termoli zurückziehen.
Die Fertigstellung der schweren Bailey-Brücke ermöglichte es dann aber, kanadische und britische Panzer und schweres Gerät über den Fluss Biferno zu führen. Am Abend kam zusätzlich die 38. irische Brigade der 78. Division auf dem Seeweg in Termoli an und konnte am nächsten Morgen den deutschen Angriff zusammen mit den anderen alliierten Einheiten knapp zurückgeschlagen. Am späten Morgen des 6. Oktober konnten die Alliierten zum Angriff übergehen, und am späten Nachmittag begannen die Deutschen, sich auf die nächste vorbereitete Verteidigungsstellung unter der Bezeichnung Barbara-Linie am Fluss Trigno zurückzuziehen.

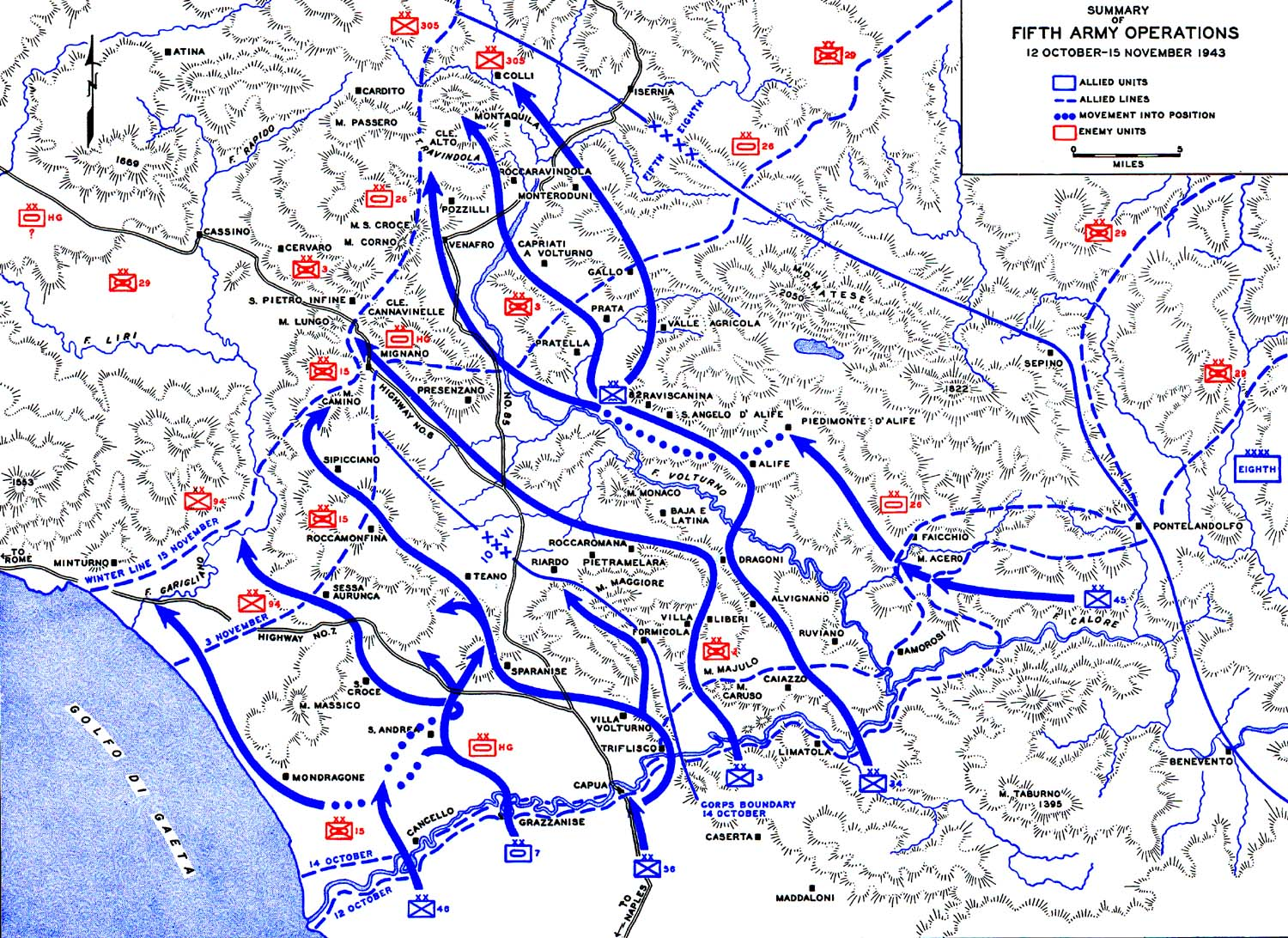
Vorstoß der 5. U.S. Arme in Italien vom 12. Oktober bis 15. November 1943

## Westlicher Durchbruch der 5. US-Armee am Fluss Volturno
An der Mittelmeerküste am Fluss Volturno befand sich die 5. US-Armee, befehligt von Generalleutnant Mark W. Clark, der in der Nacht zum 12. Oktober über den Volturno die Wehrmacht angriff, die sich mit verschiedenen Nachhuttaktiken geschickt auf dem für die Verteidigung günstigen Gelände zurückzog, bis sie sich in der weiter nördlich befindlichen Verteidigungslinie (die westliche Barbara-Linie) befanden. Die Alliierten erreichten die Barbara-Linie am 2. November.